# Giáo hoàng Grêgôriô V
Grêgôriô V (Latinh: Gregorius V) là giáo hoàng thứ 138 của Giáo hội Công giáo.
Theo niên giám tòa thánh năm 1806 thì ông đắc cử Giáo hoàng vào năm 996 và ở ngôi Giáo hoàng trong 2 năm 9 tháng 12 ngày. Niên giám tòa thánh năm 2003 xác định triều đại của ông kéo dài từ ngày 3 tháng 5 năm 996 cho tới ngày 18 tháng 2 năm 999.
Giáo hoàng Gregorius sinh tại Saxony, Ý. Cũng có nguồn cho rằng ông sinh trưởng tại Đức và là vị Giáo hoàng người Đức. Ông trở thành Giáo hoàng do ý muốn của người anh họ, Otto III.
Thế nhưng thoạt đầu Giáo hoàng Gregory V đã không được ổn thỏa trong công việc làm một Giáo hoàng người nước ngoài tại Roma. Vừa khi Otto rút trở về Đức, Gregory V đã phải đối đầu với một cuộc nổi dậy do dòng dõi quý tộc Roma và đã trục xuất Giáo hoàng ra khỏi tỉnh thành. Ông bị buộc phải trốn đi Pavia. Đó chính là vụ Philagatus.
Một vị Giáo hoàng khác đã được chọn để thay thế Gregory V là ngụy Giáo hoàng Gioan XVI (Gioan XVI, 4-997 - 2-998) được vua Crescentius bổ nhiệm đã trị vì được gần một năm. 

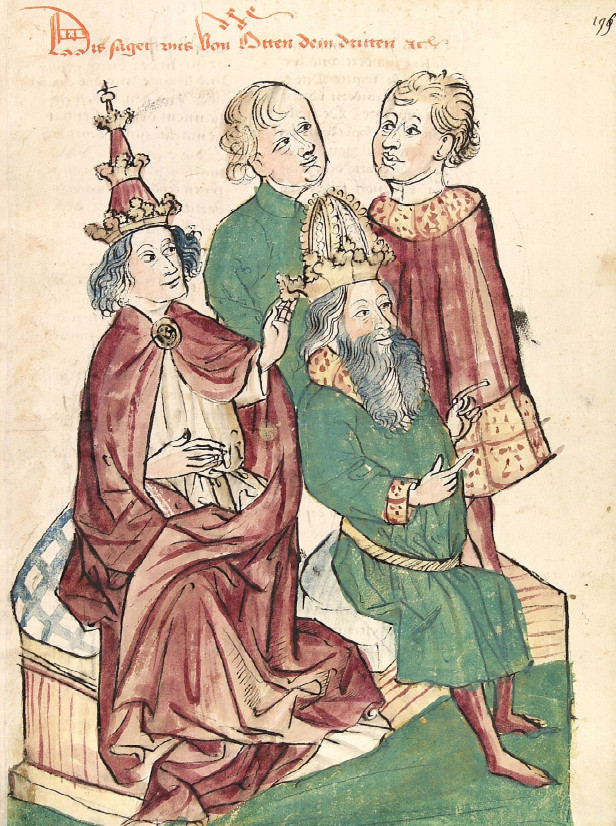
Giáo hoàng Gregory V đội vương miện cho Otto III

Nhưng sau đó Gregory V đã trở về lại Roma nhờ sự giúp đỡ của quân đội hoàng gia Otto và chiếm lại được ngôi vị Giáo hoàng, ngụy Giáo hoàng Gioan XVI bị vạ tuyệt thông.
Để đền đáp lại, Giáo hoàng Gregory V đã đội vương miện cho Hoàng Đế Otto và tuyên bố Otto là người bảo vệ giáo hội, nghĩa là cho Hoàng Đế quyền bính can thiệp vào nội bộ giáo hội theo ý mình. Gregory V cũng đã ban ra sắc luật sẽ không có sự thỏa thuận cho Giáo hoàng kế nhiệm trong khi Giáo hoàng đương nhiệm vẫn còn sống.
Giáo hoàng Gregory V là người đã thúc đẩy sự phát triển của dòng Cluny. Ông đã ra lệnh "Chớ chi đừng một Giám mục, Linh mục nào dám cả gan đến Đan Viện Cluny khả kính để truyền chức linh mục, hoặc Phó Tế, hiến thánh một nhà thờ, hoặc cử hành các Thánh Lễ, nếu không có lời mời của Đan Phụ" và Giáo hoàng còn dậy rằng: Đan Phụ do các tu sĩ nhất trí bầu lên, được quyền chọn vị chủ phong cho mình. Ông cũng là người đã lập lễ giỗ cho người đã chết.
Sau khi hoàng đế Otto III vừa đi khỏi Roma, Crescentius lại trở về Roma, nhưng bị công hãm trong đồn Thiên thần, phải đầu hàng và bị giết năm 998. Đức Gregory qua đời vì bệnh sốt rét ở tuổi 27.